# ノルベルト・ブリューム

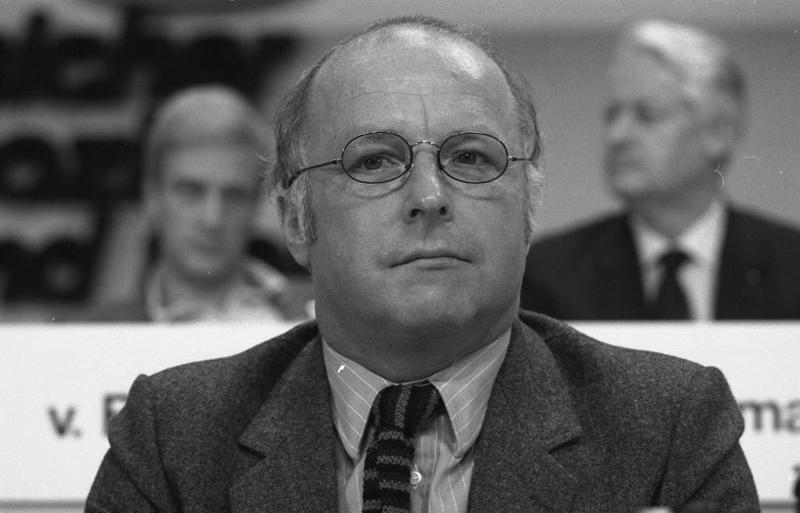
ブリューム（1981年のCDU党大会にて）

ノルベルト・ゼバスティアン・ブリューム（Norbert Sebastian Blüm、1935年7月21日 – 2020年4月23日）は、ドイツの政治家。キリスト教民主同盟（CDU）所属。ヘルムート・コール内閣で1982年から1998年まで16年間の全期間を通して労働・社会問題大臣（厚生労働大臣に相当）を務めた。

## 経歴

### 庶民派
ヘッセン州リュッセルスハイム （Rüsselsheim）出身。リュッセルスハイムのアダム・オペル社の機械工として職業訓練を受け、1957年まで機械工として働く。マインツの夜間学校に通い始め、1961年にアビトゥーア合格。この間、ボーイスカウト組織であるドイツ聖ゲオルク・ボーイスカウト団（Deutsche Pfadfinderschaft Sankt Georg）のリュッセルスハイム支部代表を務める。その後フォルクスワーゲン社などの奨学金を得て歴史学、哲学、ドイツ語学などを専攻し、また輔祭として神学を学んだ（当時神学教授だったヨーゼフ・ラッツィンガー＝教皇ベネディクト16世の下でも学んでいる）。1967年、博士号を取得。
ブリュームは1950年に設立間もないドイツキリスト教民主同盟（CDU）に入党した。ブリュームは党内組織であるキリスト教民主主義労働者連合（CDA）で活動し、1966年からCDAの月刊誌「社会秩序」編集員となり、1968年にCDA事務局員（‐1975年）、1977年にはCDA連邦代表に就任した（‐1987年）。1969年にCDU連邦幹事会入り。1972年、ドイツ連邦議会選挙で初当選。1980年には連邦議会議員団副団長に就任。1981年にCDU副党首に選出される。1981年、西ベルリン市長リヒャルト・フォン・ヴァイツゼッカーに招聘されてその参事（連邦政府担当閣僚）に就任、ベルリン市議会議員となる。

### 労働・社会問題相
しかし翌年10月、新たに成立したCDUのヘルムート・コール内閣に労働・社会問題相として入閣。1983年総選挙でドイツ連邦議会に復帰。以後1998年の退陣まで、コール内閣の全期間にわたり労働・社会問題相を務めた。大臣として社会保障の充実を図り、とりわけ介護保険制度導入に尽力した。年金の保全にも取り組み、定年を65歳から70歳に引き上げようとしたCDUの政策に反対したことでも知られる。1987年から1999年までノルトライン＝ヴェストファーレン州のCDU代表を、また1990年まで、ついで1992年‐2000年まで、CDU副党首を務めた。2002年を最後に連邦議会を去り、政界を引退した。
「イエスの心を持ったマルクス主義者」と揶揄されていたブリュームは、次第に新自由主義的傾向を見せ始めたCDU党内での影響力を失っていた。2005年の新聞インタビューでは「あなたは自分を左翼だと思いますか？」という質問に、「そうだといいですね！」と答えている。

### 政界引退後
ブリュームはテレビの娯楽番組に度々登場する庶民派政治家として知られ、2000年からは番組制作にも関わり、また子供向け書籍も執筆している。2001年にライプツィヒ人権賞を受賞。サイエントロジーに対する批判でも知られる。湾岸戦争後の経済制裁に苦しむイラクを度々訪問し、パレスチナを度々訪問してイスラエルの占領政策を批判した。2004年にはケルンで行われたパレスチナ支援イベントで「イスラエルはパレスチナ人に対して殲滅戦争をしている」と発言、「殲滅戦争」というナチス・ドイツ時代の用語を使ったため、反セム主義と批判されたこともある（本人は否定）。2019年より病気となり、2020年4月23日に84歳で死去。

## 語録
- 「安心なもの、それは年金です」（1986年の選挙スローガン）
- 「新自由主義は世界中に広がっている。こんなに早いとは私も予想していなかった」（Süddeutsche Zeitung 09/2006）